# سيرخيو باييستيروس
سيرخيو باييستيروس (بالإسبانية: Sergio Ballesteros)‏ (4 سبتمبر 1975 إسبانيا - ) هو لاعب كرة قدم إسباني، يلعب كمدافع.

## روابط خارجية
- سيرخيو باييستيروس على موقع قاعدة بيانات كرة القدم.إي يو (الإنجليزية)
- سيرخيو باييستيروس على موقع Soccerway.com (الإنجليزية)
- سيرخيو باييستيروس على موقع AS.com (الإسبانية)